# Ляпидевский, Павел Степанович
Павел Степанович Ляпидевский (1808—1891) — протоиерей русской православной церкви.

## Биография
Родился в 1808 году в Тульской губернии в семье священника.
Образование получил в Тульской духовной семинарии и Московской духовной академии; по окончании курса академии со степенью магистра богословия в 1832 году он преподавал словесность с 1832 по 1833 гг. в Казанской, а с 1833 по 1835 гг. в Вифанской духовных семинариях.
В 1835 году был рукоположён в иереи и определён к церкви Воскресения, что в Кадашах; уже в 1837 году был переведён протоиереем в храм Скорбящей Божией Матери на Ордынке, где оставался до смерти, последовавшей 14 (26) февраля 1891 года. Был погребён на Даниловском кладбище (там же были похоронены и его сыновья: Николай (?—1885) и Сергей (1839—1901)).
Ляпидевскому принадлежат статьи, помещенные в «Душеполезном чтении» за 1862 год и в «Чтениях Общества любителей духовного просвещения» — «Гальские епископы в период Меровингский» (1870. — Кн. 12. — С. 1—47).